# Војислав Михаиловић
Војислав Михаиловић (Београд, 3. септембар 1951) српски је правник и политичар. Он је народни посланик Народне скупштине Републике Србије и председник Покрета обнове Краљевине Србије.
Обављао је дужности градоначелника Београда (1999—2000), потпредседника Народне скупштине Републике Србије (2004—2007) у три мандата и вршиоца дужности председника Републике Србије на један дан (од 3. до 4. марта 2004. године). Син је Бранка Михаиловића и унук армијског генерала Драгољуба Драже Михаиловића.

## Биографија

### Порекло и образовање
Рођен је 3. септембра 1951. године у Београду, као старији син Бранка Михаиловића и Даринке. Унук је армијског генерала Драгољуба Драже Михаиловића, министра војске, морнарице и ваздухопловства Краљевине Југославије и начелника штаба Врховне команде Југословенске војске у Другом светском рату. Име је добио по стрицу Војиславу, млађем сину генерала Михаиловића, који је погинуо 22. маја 1945. године код Рогатице, након битке на Зеленгори. У време његовог рођења, отац Бранко је као информбировац био заточен на Голом отоку. Сина је видео први пут када му је било две године.
Дипломирао је 1980. године на Правном факултету Универзитета у Београду. Још за време студија радио је као комерцијалиста у издавачкој кући „Слово љубве“, потом био адвокат, па прешао у приватнике. Сада се бави приватним бизнисом и сувласник је фирме која продаје „Памперс“ пелене.

### Политичка каријера
Од краја 1993. године почео да се бави политиком када је одређен за носиоца изборне листе Депоса у Крагујевцу. Изабран је за посланика, а потом (11. фебруара 1994) и за потпредседника Скупштине Србије (биран поново и у сазиву скупштине после избора 1997). Члан Председништва СПО-а од 1994, а пред излазак из СПО био је потпредседник странке. На изборима 1997. био носилац листе СПО-а на Чукарици, а 22. јануара 1999. године изабран је за градоначелника Београда. Био је на функцији потпредседника скупштине Србије и копредседника (заједно са Верољубом Стевановићем) Српског демократског покрета обнове, странке која је настала одвајањем од СПО због неслагања са Вуком Драшковићем.
Након ванредних скупштинских избора, децембра 2003. године, Михаиловић је изабран за потпредседника Народне скупштине Републике Србије (фебруар 2004). На тој функцији био је до избора новог сазива парламента 2007. године.
Био је потпредседник Покрета обнове Краљевине Србије, а на страначкој Скупштини одржаној 3. јануара 2022. године изабран је и за председника ПОКС-а.  На парламентарним изборима 2022. године поново је изабран за народног посланика Народне скупштине Републике Србије.